# Notorious
«Notorious» — п'ятий студійний альбом американського рок-гурту Adelitas Way. В США альбом вийшов 20 жовтня 2017.

## Список пісень
| #     | Назва                            | Тривалість |
| ----- | -------------------------------- | ---------- |
| 1.    | «Notorious»                      | 2:50       |
| 2.    | «Ready for War (Pray for Peace)» | 3:31       |
| 3.    | «Trapped»                        | 4:01       |
| 4.    | «Tell Me»                        | 3:29       |
| 5.    | «I Want You»                     | 3:09       |
| 6.    | «You're Not the Holy One»        | 3:13       |
| 7.    | «Real World»                     | 3:20       |
| 8.    | «This Goes Out to You»           | 3:23       |
| 9.    | «Vibes»                          | 3:42       |
| 30:38 |                                  |            |

## Чарти
Альбом не потрапив до жодного американського чарту.

## Учасники запису
- Рік ДеДжізус — вокал
- Ендрю Кушинг — бас-гітара
- Тревор "Тре" Стеффорд — ударні